# Isola della Sprea

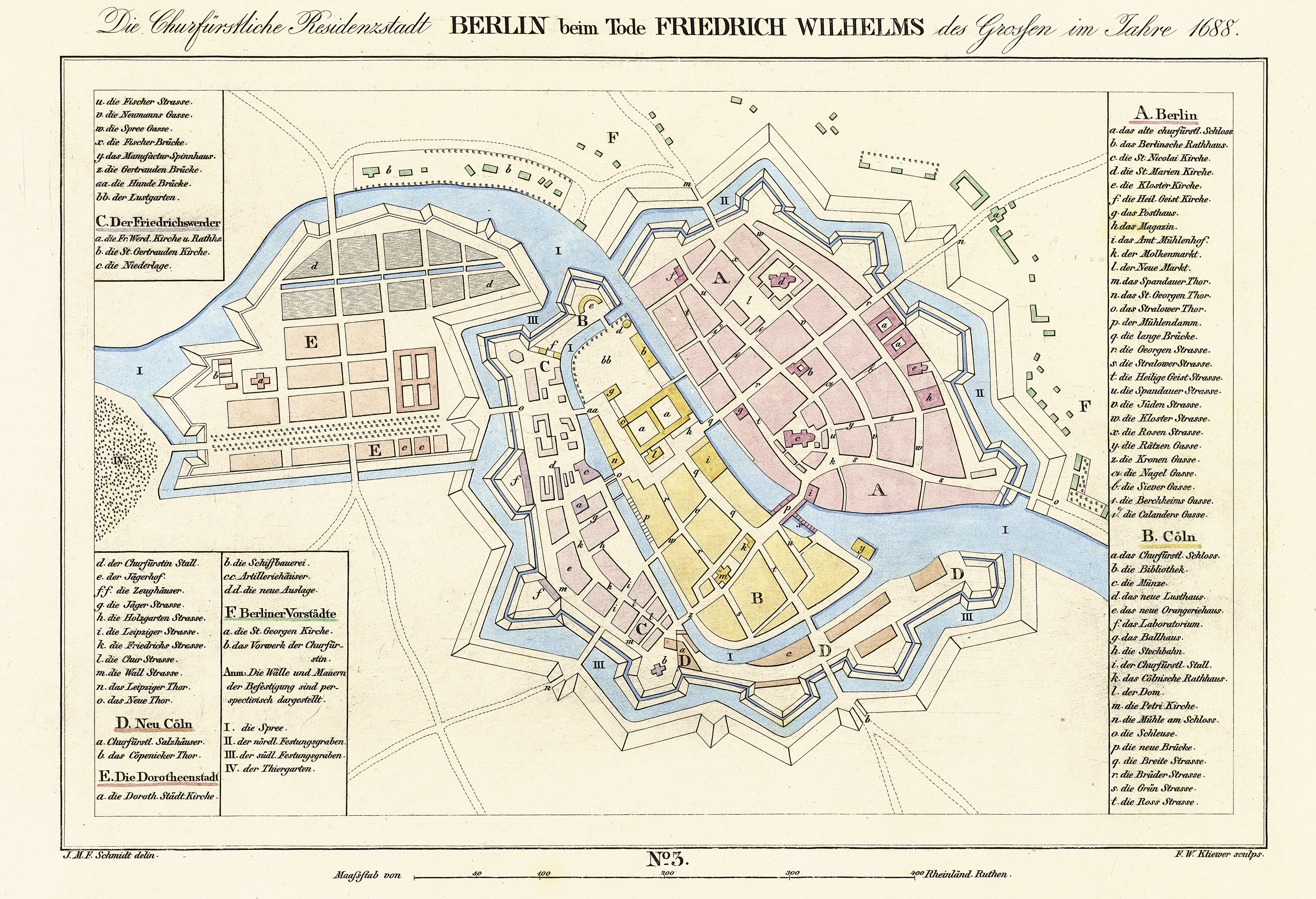
L'Isola della Sprea (in giallo) su una mappa del 1688

L'Isola della Sprea è un'isola fluviale delimitata dalla Sprea e dal Canale della Sprea nel quartiere Mitte di Berlino. 

## Geografia
Se ne distinguono tre parti; nella parte centrale si trovava il castello di Berlino, danneggiato nella seconda guerra mondiale, demolito all'epoca della Repubblica Democratica Tedesca e sostituito dal Palast der Republik, a sua volta demolito nel 2008 e rimpiazzato da una ricostruzione del castello inaugurata a fine 2020.
La parte meridionale dell'isola viene chiamata Fischerinsel (Isola dei pescatori) e quella settentrionale Isola dei musei.

## Storia
Nel medioevo la parte settentrionale dell'isola era una golena paludosa, in seguito venne utilizzata per crearvi dei giardini e il Lustgarten. Dal XIX secolo vi vennero edificati diversi musei (per il qual motivo venne chiamata "Isola dei Musei") e dal 1999 fa parte del patrimonio dell'umanità dell'UNESCO.
Nella parte centrale dell'isola, fin dal medioevo, si trovava una rocca, più tardi il castello di Berlino, residenza del principe elettore della marca di Brandeburgo e poi del sovrano di Prussia che dal 1871 era anche imperatore tedesco. In seguito ai danni subiti durante la seconda guerra mondiale il castello fu demolito e al suo posto venne edificata la Marx-Engels-Platz circondata da edifici governativi della DDR, nel 1964 venne costruito l'edificio del parlamento a sud, nel 1976 venne inaugurato il Palast der Republik a est e il ministero degli esteri sul lato ovest ma non sull'isola. 
Di questi edifici rimane solo il palazzo del parlamento, la piazza è stata rinominata piazza del castello.